# John Trumbull
John Trumbull (Lebanon, 6 de junho de 1756 - Nova Iorque, 10 de novembro de 1843) foi um pintor norte-americano
do período da Independência, famoso por seus quadros históricos, especialmente a Declaração de Independência, que aparece no reverso da cédula de dois dólares.

## Biografia
Era filho de Jonathan Trumbull, que foi governador do Connecticut entre 1769 e 1784. Em 1771 ingressou na classe juvenil da Universidade Harvard com a idade de dezesseis anos e graduou-se em 1773. Na sua infância um acidente o fizera perder um dos olhos.
Alistou-se como soldado na Guerra da Independência dos Estados Unidos da América, prestando serviço em Boston, realizando desenhos das fortificações britânicas, e testemunhou a famosa Batalha de Bunker Hill. Foi segundo ajudante-de-campo do General George Washington, e em junho de 1776 ajudante-geral do General Horatio Gates, tendo se resignado em 1777.
Em 1780 viajou a Londres, quando estudou com Benjamin West, que lhe sugeriu fizesse pequeno quadros sobre a Guerra da Independência e retratos em miniatura, tendo realizado um total de 250 ao longo da vida.
Em 23 de setembro de 1780 e 2 de outubro de 1780 o agente britânico Major John André foi, respectivamente, preso e enforcado como espião nos EUA. Quando as notícias chegaram à Europa, e sendo o pintor de uma patente similar à de André no Exército Continental, Trumbull foi aprisionado por sete meses na prisão londrina de Tothill Fields Bridewell.
Em 1784 retornou mais uma vez em Londres para trabalhar junto a West, em cujo estúdio pintou a "Batalha de Bunker Hill" e "Morte de Montgomery", as duas presentemente no acervo da Galeria de Artes da Universidade de Yale.
Em 1785 Trumbull foi a Paris, onde fez esboços dos retratos de oficiais franceses para "A Rendição da Cornuália" e iniciou, com a assistência de Jefferson, a "Declaração da Independência", mais conhecida na versão em gravura, feita por Asher Brown Durand. Essa pintura foi, depois, adquirida pelo Congresso dos Estados Unidos da América.
onde ele fez esboços de retrato de oficiais franceses para A Rendição de Cornwallis, e começou, com a ajuda de Jefferson, Declaração de Independência, famoso da gravura por Asher Durand Marrom. Esta pintura posterior foi comprada pelo Congresso de Estados Unidos junto com Rendição do General Burgoyne, Rendição em Yorktown, e Washington Resigning his Commission - que hoje estão no Capitólio.
Trumbull realizou uma série de 28 quadros e 60 retratos pequenos para a Universidade de Yale, pela anuidade mil dólares, em 1831. Está é, de longe, a maior coleção de suas obras.
Seus retratos incluem figuras inteiras do General Washington (1790), George Clinton (1791), Alexander Hamilton (1805), retratos como de Gilbert Stuart e outros.
Em 1794 atuou como secretário de John Jay em Londres durante a negociação do tratado com a Grã-Bretanha, e em 1796 foi designado pelos comissários dos dois países para levar a cabo o sétimo artigo do acordo.
Ocupou a presidência da Academia Americana de Belas Artes, posição que ocupou por nove anos, entre 1816 e 1825, mas não conseguiu dar-se bem com os alunos dessa instituição. Seu estilo ditatorial levou à rebeldia dos alunos, que mais tarde fundaram a Academia Nacional de Desenho.
Publicou uma autobiografia, em 1841.
Morreu em Nova Iorque, aos 88 anos. Foi originalmente sepultado (junto a sua esposa), sob a Galeria de Arte da Universidade de Yale, que havia projetado. Em 1867 sua coleção, bem como os restos mortais, foram trasladados para um novo edifício.
Ele foi enterrado originalmente (junto com a esposa dele) embaixo da Galeria de arte em Universidade de Yale que ele tinha projetado.  Em 1867, a coleção dele, e os restos, foi movido para o Corredor de Rua recentemente construído. Sua galeria antiga foi depois destruída.
A Casa Natal de John Trumbull, em Lebanon, foi tombada como patrimônio dos EUA em 1965.

## Galeria

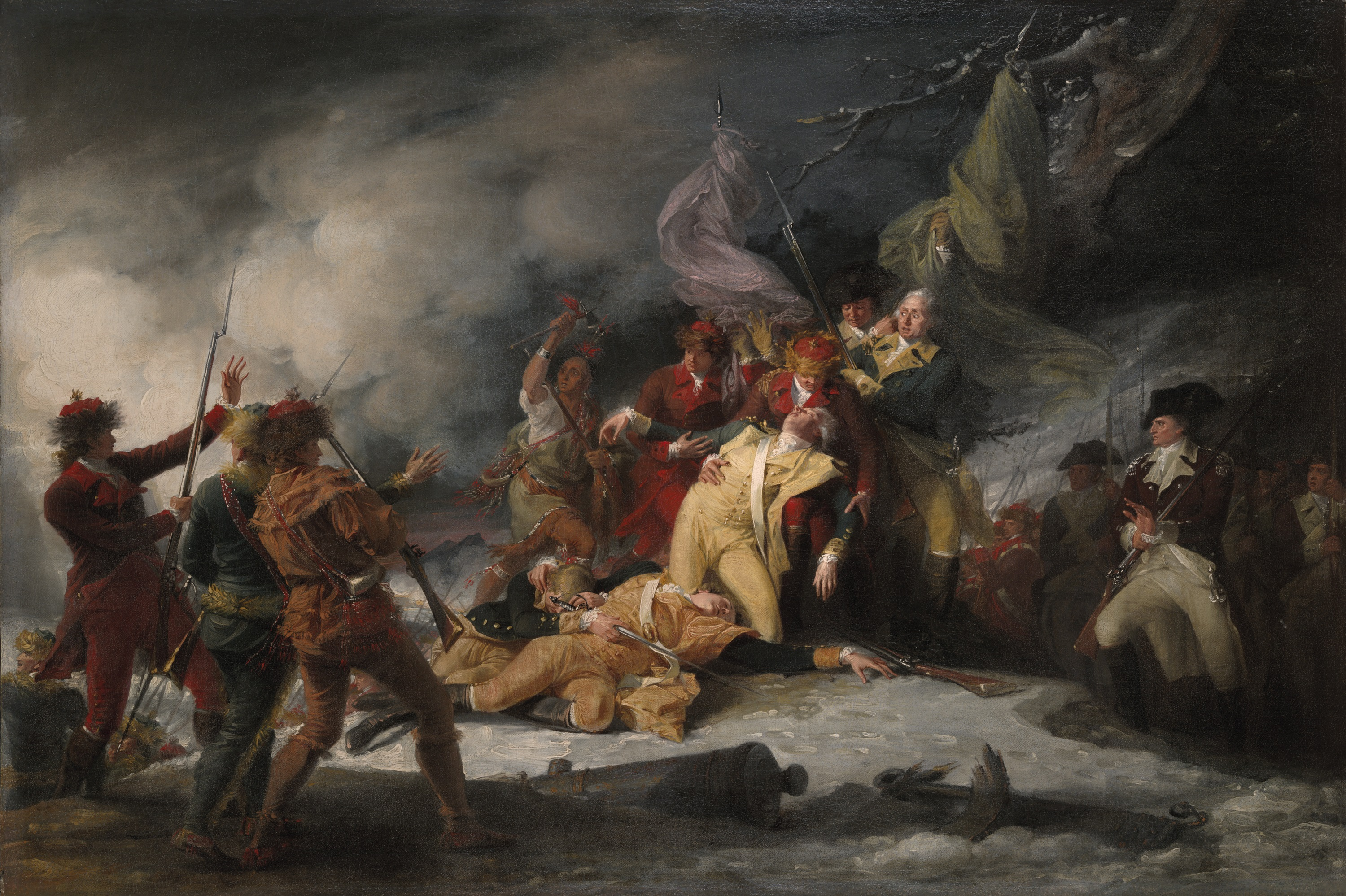
A Morte do General Montgomery no Ataque ao Quebec
A Declaração da Independência dos Estados Unidos da América
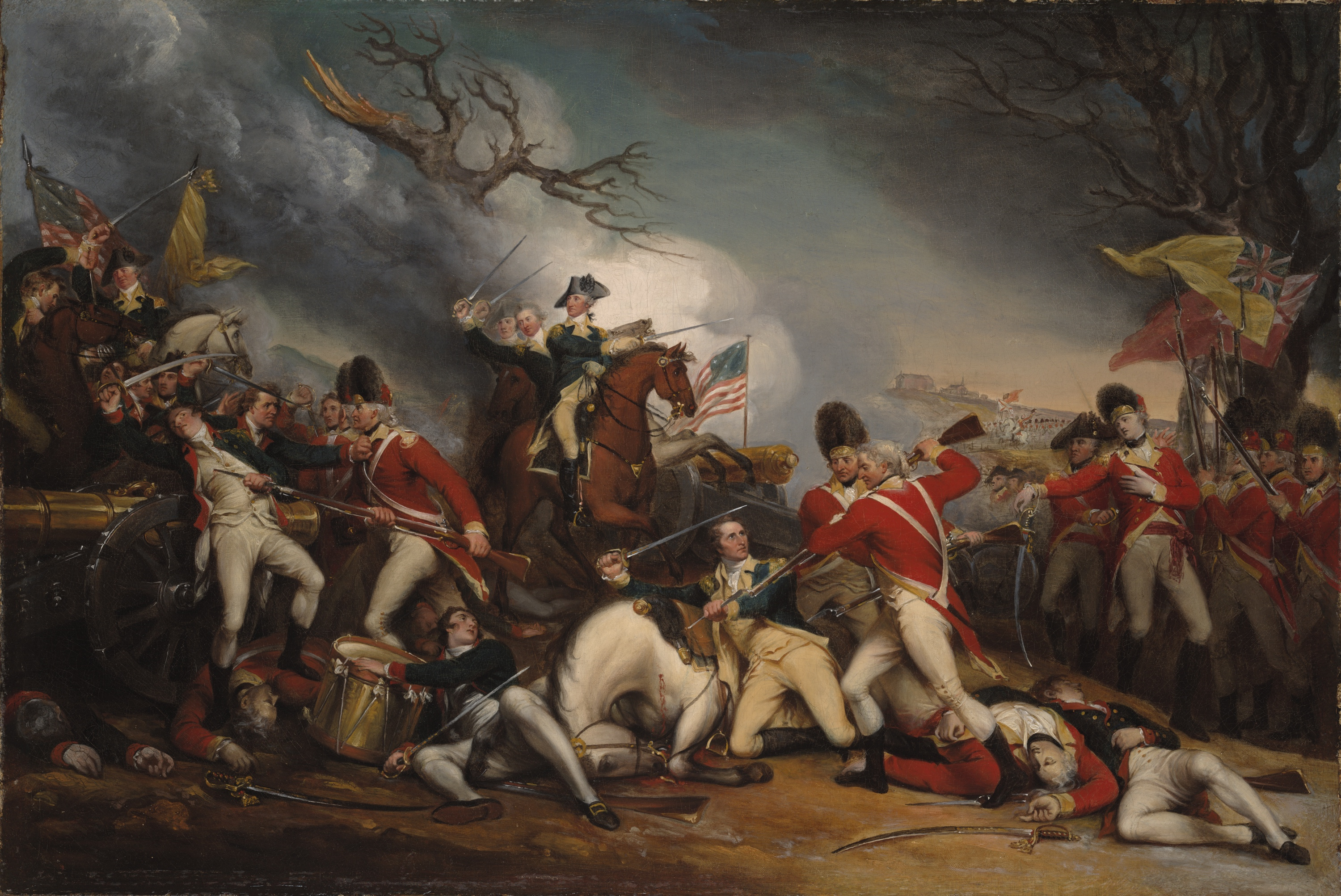
A Morte do General Mercer no Batalha de Princeton
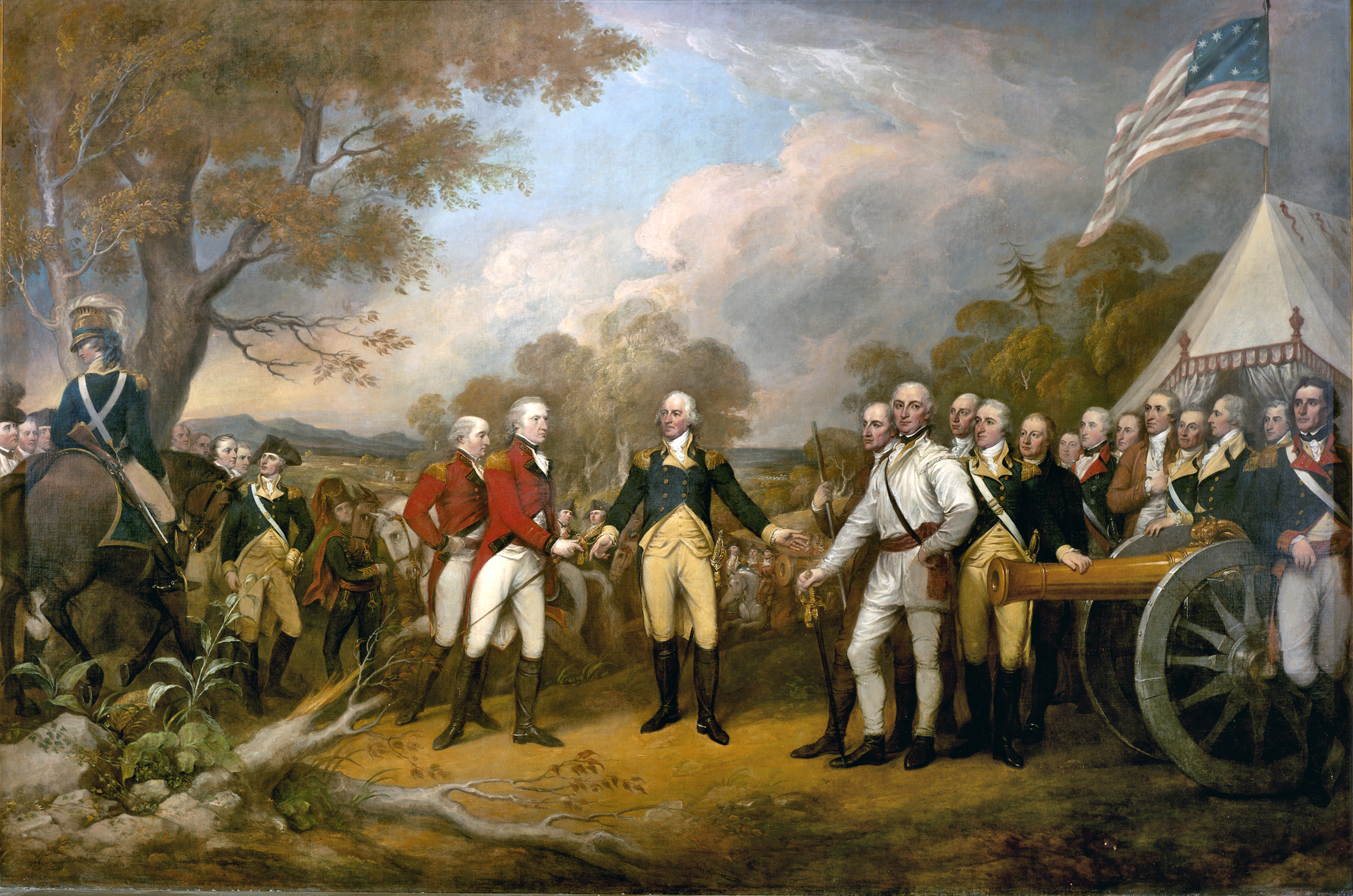
Rendição do General Burgoyne
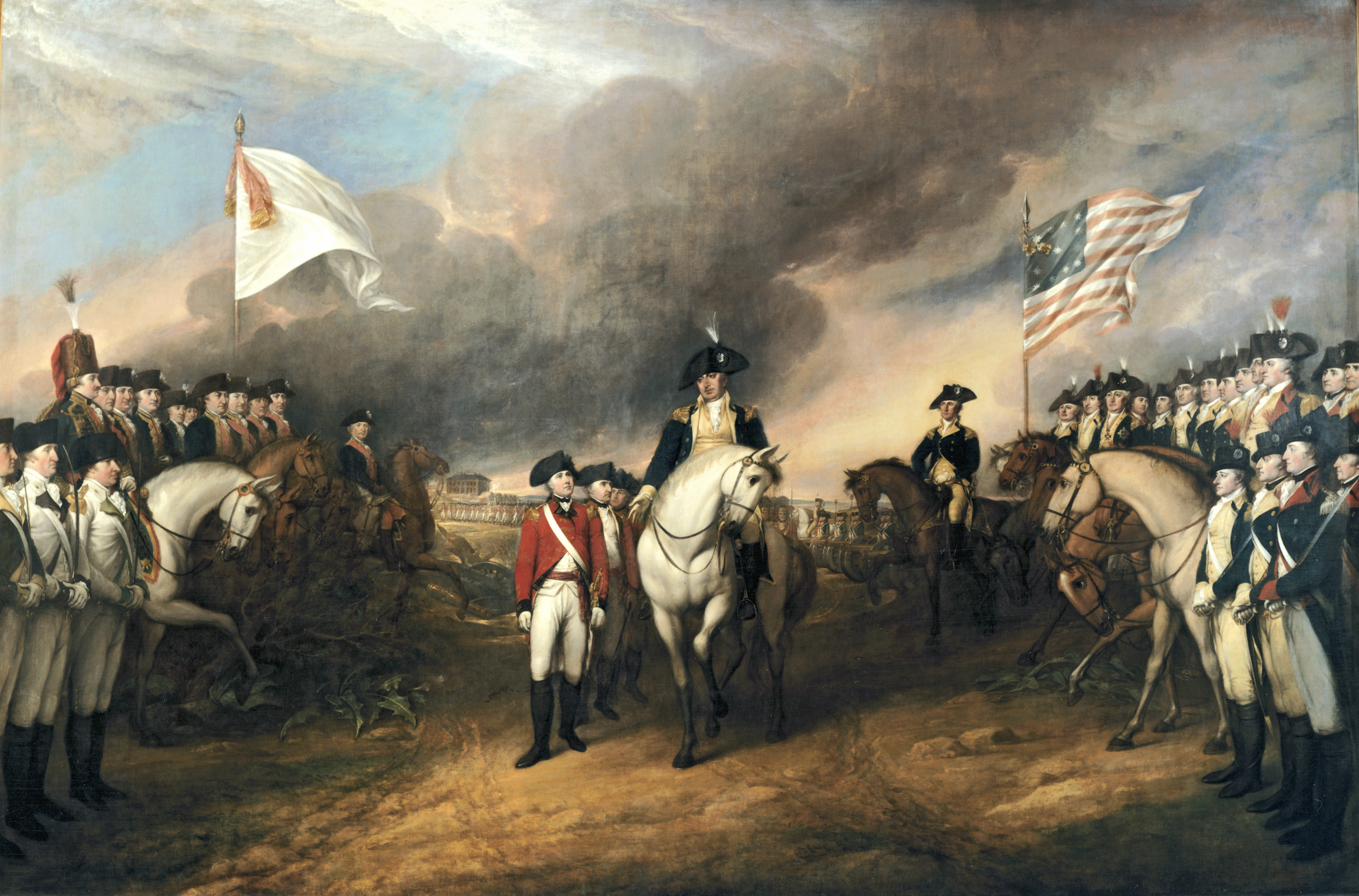
Rendição do Lord Cornwallis
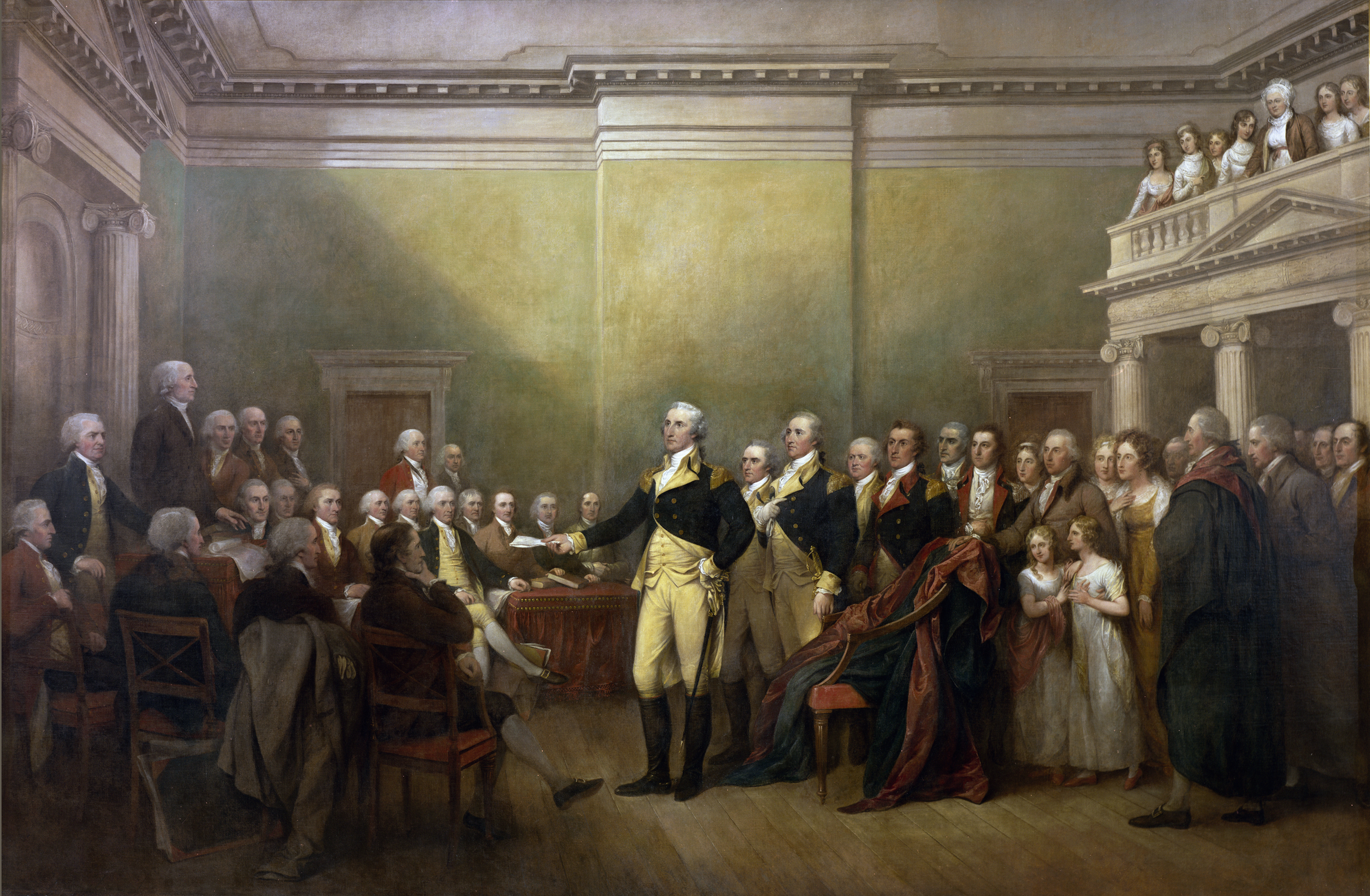
Renúncia do General George Washington
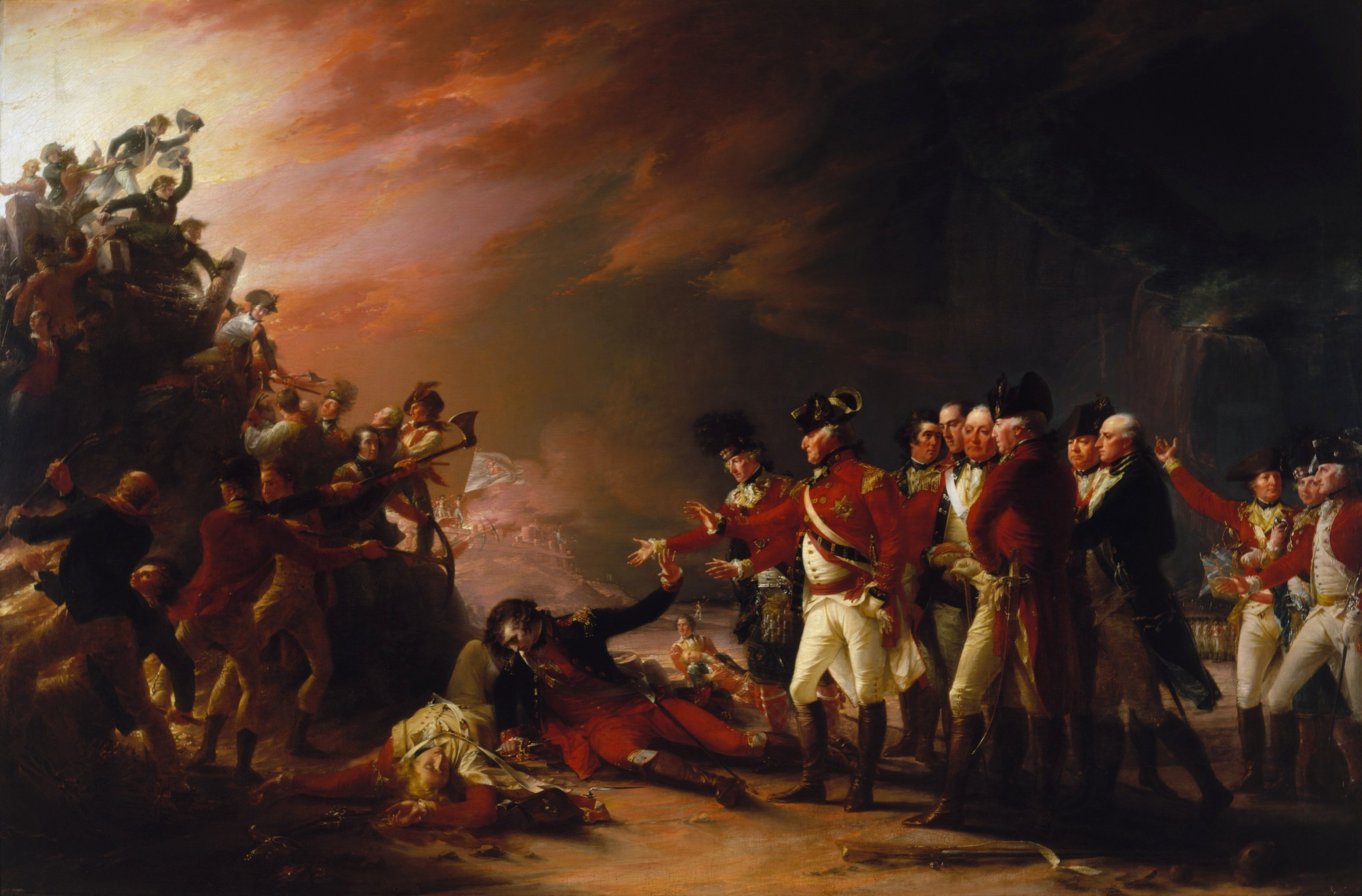
The Sortie Made by the Garrison of Gibraltar, 1789
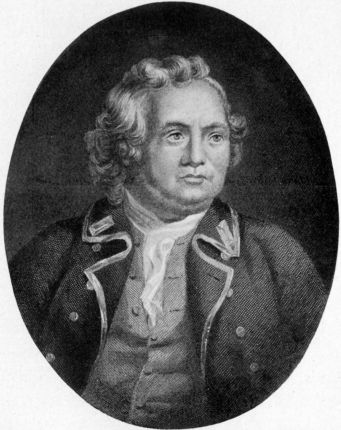
Israel Putnam.